# 上郷温水路群
上郷温水路群（かみごうおんすいろぐん）は、秋田県にかほ市象潟町に所在する農業用水路群。

## 概要
にかほ市象潟町上郷に所在し、鳥海山麓に広がる標高約200メートル、広さ約533haの台地上に立地する水路群である。昭和初期に電源開発にともなう発電所設置を契機に建設された。
水路幅が最狭部で5.4メートル、最も広いところで20.0メートルとなっており、幅広で水深の浅い水路群である。
このような水路が建設されたのは、この地域の農業用水が鳥海山（標高2,236メートル）の雪解け水（鳥越川）や湧水を利用しているため、水量は豊富なものの水温がきわめて低く、冷水障害を受けやすかったためであった。急傾斜な地形は急流となって流下しやすく、それがまた冷水障害を助長した。そこで、広く浅い階段状の水路をつくることによって河川の水温をゆっくりと上昇させ、農作物とくに米の収量が安定することをめざしたのである。
温水路群は、鳥海山北西麓を灌漑する長岡・大森・水岡・小滝・象潟の5本の各温水路からなり、総延長は5.8キロメートルである。

## 土木遺産・疏水百選
平成15年（2003年）には、融雪水による冷水温障害克服を目的として考案された、日本初の温水路群として「土木学会選奨土木遺産」に認定された。また、平成18年（2006年）には、農林水産省と「疏水百選」実施事務局によって「疏水百選」に選定されている。